# بهجت التلهوني
بهجت التلهوني (1913 – 30 يناير 1994)، كان شخصية سياسية أردنية بارزة، شغل منصب رئيس وزراء الأردن الرابع عشر خلال الفترة بين عامي 1960 و1970، في ست فترات مختلفة. كما شغل منصب رئيس مجلس الأعيان الأردني من ديسمبر 1974 حتى يناير 1983. 
إلى جانب رئاسة الوزراء، شغل التلهوني خلال مسيرته عددًا من المناصب الرفيعة، من بينها وزير الداخلية ووزير العدل، ورئيس الديوان الملكي، كما عمل نائبًا وممثلًا شخصيًا للملك.

## النشأة
وُلد التلهوني في مدينة معان، الواقعة حاليًا في جنوب الأردن، ودرس القانون في سوريا. 

## المسيرة المهنية
شغل منصب رئيس محكمة الاستئناف في عمّان قبل أن يُعيّن وزيرًا للداخلية عام 1953.
تولى التلهوني رئاسة الحكومة من أغسطس 1969 حتى يونيو 1970، في فترة مضطربة اتسمت بالاحتكاكات والاشتباكات بين الحكومة الأردنية وآلاف الفدائيين الفلسطينيين الذين كانوا يتواجدون في الأردن آنذاك.
كان الفدائيون الفلسطينيون، المنتمون إلى تنظيمات متعددة، كثيرًا ما يتجاهلون القوانين الأردنية، حتى باتوا يشكلون كيانًا شبه مستقل داخل الدولة.
وفي فبراير 1970، التقى الملك الحسين بن طلال بقادة الفصائل الفلسطينية في منزل التلهوني في عمّان. وخلال الاجتماع، وافق الملك 
على عدم فرض قيود على حمل الفلسطينيين للسلاح داخل المدن الأردنية، فيما تعهّد قادة الفصائل ببذل الجهد لضبط سلوك عناصرهم.
تبع ذلك هدنة هشة ومليئة بالتوترات والانتهاكات. ثم وقع في يونيو محاولة فاشلة لاغتيال الملك.
أثارت المحاولة غضب الجيش الأردني، الذي طالب بشدة باتخاذ إجراءات صارمة ضد الفدائيين. لكن كما كتب بيتر سنو، أحد كتّاب سيرة الملك، عام 1972: "تردد التلهوني؛ فكما هو حال الملك حسين، لم يكن متحمسًا لتحمّل مسؤولية إصدار أمر قد يؤدي إلى إراقة دماء واسعة النطاق".
وفي أواخر يونيو 1970، عيّن الملك رئيسًا جديدًا للوزراء هو عبد المنعم الرفاعي، المعروف بتأييده للمصالحة مع الفصائل الفلسطينية.
لكن الاشتباكات بين الجيش، الموالي للملك، والفدائيين الفلسطينيين تصاعدت لتتحول إلى حرب أهلية في سبتمبر 1970. وأعطى الملك أوامره للجيش بسحق الفصائل المسلحة، وبحلول صيف العام التالي، كانت تلك الفصائل قد أُقصيت فعليًا كقوة عسكرية فاعلة في الأردن.

## وفاته
توفي التلهوني في 30 يناير 1994 عن عمر يناهز 81 عامًا.

## روابط خارجية
- بهجت التلهوني على موقع مونزينجر (الألمانية)